# Alexander Crichton
Alexander Crichton, född 1763 i Edinburgh, död 1856, var en skotsk läkare.

## Biografi
Crichton blev medicine doktor i Republiken Förenade Nederländerna 1785. Efter flera framgångsrika år i Europa flyttade han till Ryssland och blev livläkare till tsar Alexander I av Ryssland och hans gemål kejsarinnan Maria Feodorovna (Sofia Dorotea av Württemberg). Crichtons mest kända bok är egentligen tre böcker på över 700 sidor samlade I två volymer med det långa namnet:
| ” | An inquiry into the nature and origin of mental derangement: comprehending a concise system of the physiology and pathology of the human mind and a history of the passions and their effects. | „ |

Han är den förste personen i den medicinska historiken vi idag känner till som beskrivit grundsymptomen på adhd med dess olika grader av ouppmärksamhet. När han drog sig tillbaka från uppdraget som tsarens livläkare återvände han till England och skrev flera böcker om medicin och geologi. Han fick även Crichtonit uppkallat efter sig (titanjärn).